# الجمعية السعودية لاقتصاديات الطاقة
الجمعية السعودية لاقتصاديات الطاقة هي جمعية أهلية غير ربحية مقرها المملكة العربية السعودية. تأسست في مدينة الظهران في عام 2009م، وأصبحت تابعة للجمعية الدولية لاقتصاديات الطاقة وهي منظمة عالمية غير ربحية تأسست عام 1977م ومقرها الولايات المتحدة. انتقلت الجمعية السعودية لاقتصاديات الطاقة في عام 2020م إلى الرياض في المملكة العربية السعودية، وبشراكة إستراتيجية مع مركز الملك عبد الله للدراسات والبحوث البترولية (كابسارك) أعيد تنظيم الجمعية بلوائح جديدة وترخيص يحمل رقم 1998.

## أهداف الجمعية
هناك العديد من الأهداف لهذه المنظمة، ومنها:
1. إنشاء منتدى للمناقشة المهنية في اقتصاديات الطاقة.
2. توفير وسائل التواصل المهني وتبادل الخبرات والأفكار في اقتصاديات الطاقة.
3. لتعزيز التواصل المهني بين خبراء الطاقة والصناعات الأخرى داخل المملكة العربية السعودية ودول أخرى.
4. تثقيف المجتمع المحلي حول قضايا اقتصاديات الطاقة.

## أعضاء مجلس الإدارة التأسيسي للجمعية[2]
قائمة أعضاء المجلس:
- الرئيس، الدكتور ماجد المنيف
- نائب الرئيس، إبراهيم المهنا
- المشرف المالي، رحاب الخليفة
- رئيس لجنة البحوث والفعاليات، فهد التركي
- رئيس لجنة العضوية، تركي العقيل
- نائب رئيس لجنة الإعلام والتواصل، فواز الفواز
- الدكتورة نورا المنصوري

## وصلات خارجية
الموقع الرسمي